# Dacus nepalensis
Dacus nepalensis är en tvåvingeart som först beskrevs av Hardy 1964.  Dacus nepalensis ingår i släktet Dacus och familjen borrflugor. Inga underarter finns listade i Catalogue of Life.